# Sotnykiwka
Sotnykiwka (ukr. Сотниківка) – wieś na Ukrainie, w obwodzie kijowskim, w rejonie boryspolskim, w hromadzie Jahotyn. W 2023 liczyła 739 mieszkańców, spośród których 737 wskazało jako ojczysty język ukraiński.